# Афтир
Афтир (Афтер; др.-греч. Ἀφθῆρα, лат. Aphthirem; II век до н. э.) — отложившийся от нумидийского царя Массиниссы вассал.
Об Афтире известно из сообщений Тита Ливия и Полибия. Он был вассалом нумидийского правителя Массиниссы, однако отложился от него и выступил с отрядом в район Кирены. По замечанию французских историков Ж. и К. Пикар, Массинисса неоднократно был вынужден бороться с восстаниями мятежников, бывших, видимо, племенными вождями, не желавшими примириться с усилением царской власти. Преследующий Афтира Массинисса обратился к карфагенянам с просьбой разрешить ему пройти через Эмпории, но не получил согласия. По мнению В. Хусса, данный случай показывает, что на тот момент (после Третьей Македонской войны 171—168 годов до н. э.) правитель Нумидии ещё признавал власть Карфагена над этой территорией и уважал определённые ранее границы.